# 木下いつき
木下 いつき（きのした いつき（本名非公開）、1983年8月4日 - ）は、日本の元AV女優、元AV監督。

## 略歴・人物
2001年にデビューしたオタク系のコスプレAV女優。一時期、ソフト・オン・デマンドの専属女優だった。
ソフト・オン・デマンドとの専属契約終了後、ディープスの社員監督でもあった。
2003年に引退。
2010年公開の映画「名前のない女たち」の主人公、桜沢ルルのモデルとなっている。
デビュー同期に堤さやか、桃井望、黒沢愛、早坂ひとみ、天野♡こころ、神谷沙織といった人気女優がひしめく中、キャラクター性で自分を売り出す個性を見せた。のちの取材でそのキャラクター性は演じていたものであることを告白している。

## 出演作品

### アダルトビデオ
2001年
- 集団淫行隊 コギャル編（9月19日、桃太郎映像出版）共演:華原永遠・浅田みゆ・桜すもも・貴水ナオ
- レズ病棟 3 五十嵐ゆうか（9月20日、ディープス）共演:五十嵐ゆうか
- レイプ版尻とり侍 予選編（10月6日、ハムレット）共演:白崎めぐみ、中山愛里、名月彩、黒川小夏、桐沢みゆ、和泉梨央、沢井夕子、若槻もえ、上原朋美
- スーパーMM号 逆ナンパ編+夜這い（10月20日、ディープス）共演:椎名みなみ、冴木美奈
- レズトピア 素敵なお姉さまに愛されて（10月27日、クリスタル映像）共演:桜田佳子、小林里実、渡瀬まりあ、白崎めぐみ、野崎メグ
- GANG BANG（11月16日、桃太郎映像出版）共演:相澤優香
- ザーメン病院（12月20日、SODクリエイト）共演:桜田由加里、浅倉みるく、星野瑠海、倉沢七海

2002年
- 夢装遊戯 コスプレ美少女剥虐（1月10日、SODクリエイト）
- SODが引越しをしました! そこで頼んでもないのに監督さん達が全裸の女優さんを連れて来てくれました!? （1月20日、SODクリエイト）共演:森下くるみ、七瀬ななみ、桜田由加里、川奈まり子、倉本安奈、坂口華奈、風間恭子、椎名みなみ、沢賀名、宮内みゆ、松葉まどか、水野奈菜
- コスプレぶっかけ100連発（3月9日、SODクリエイト）他多数出演[1]
- 宇宙の痴女（4月9日、SODクリエイト）共演:新田彩
- コスプレ戦士 木下いつきのコスプレゴックン大冒険（5月17日、SODクリエイト）共演:宮内みゆ、倉沢七海
- 極悪非道なザーメンマニアの勝手なリクエストに木下いつきが悲痛な叫びとともにお応えしました。（6月21日、SODクリエイト）
- 第1回 木下いつきのファン感謝デー（9月6日、SODクリエイト）共演:香取さやか・来沢美希
- 桃太郎ザベスト4乱交・野外露出（12月20日、桃太郎映像出版）※総集編

2003年
- 木下いつきのこれが真性れずびあん（1月23日、ディープス）共演:吉澤茜、鷹司百合恵 ※初監督作品
- GALちんパラダイス3（4月4日、桃太郎映像出版）共演:橘美香
- 輪姦現代（発売日不明、炎龍 -ENRYU- ）主演：姫野もも 監督：木下いつき
- ザ・エロビジョン（発売日不明、炎龍 -ENRYU- ）主演：姫野もも、中島佐奈　監督：木下いつき